# يوريك رافيت
يوريك رافيت (بالفرنسية: Yoric Ravet)‏ (مواليد 12 سبتمبر 1989 في إكايروليس - فرنسا) لاعب كرة قدم فرنسي يلعب حاليا لصالح نادي الدرجة الأولى غرونوبل الفرنسي منذ 2006 في مركز المهاجم .

## روابط خارجية
- يوريك رافيت على موقع قاعدة بيانات كرة القدم.إي يو (الإنجليزية)
- يوريك رافيت على موقع Soccerway.com (الإنجليزية)
- يوريك رافيت على موقع عالم كرة القدم.نت (الإنجليزية)
- يوريك رافيت على موقع كووورة
- يوريك رافيت على موقع AS.com (الإسبانية)